# Subak, Emet
Subak là một xã thuộc huyện Emet, tỉnh Kütahya, Thổ Nhĩ Kỳ. Dân số thời điểm năm 2008 là 240 người.